# Tapeinoglossum
Tapeinoglossum é um género botânico pertencente à família das orquídeas (Orchidaceae).